# Nunatak Oliden
Nunatak Oliden är en nunatak i Antarktis. Den ligger i Västantarktis. Argentina, Chile och Storbritannien gör anspråk på området. Toppen på Nunatak Oliden är 243 meter över havet.
Terrängen runt Nunatak Oliden är kuperad söderut, men norrut är den platt. Trakten är obefolkad. Det finns inga samhällen i närheten.